# Ilattia octo
Ilattia octo là một loài bướm đêm trong họ Noctuidae.